# Jean Saint-Fort Paillard
Jean Gérard Saint-Fort Paillard (* 4. August 1913 in Saint-Cyr-l’École; † 16. Januar 1990 in Pebble Beach, Vereinigte Staaten) war ein französischer Dressur- und Vielseitigkeitsreiter.

## Karriere
Saint-Fort Paillard gewann bei den Olympischen Spielen 1948 in London die Goldmedaille in der Mannschaftswertung der Dressur und belegte in der Einzelwertung den sechsten Platz. Vier Jahre später erreichte er bei den Olympischen Spielen 1952 in Helsinki den 23. Platz in der Einzelwertung und Rang vier mit der Mannschaft. Bei diesen Wettkämpfen ritt er 1948 Sous les Ceps und 1952 Tapir.
Bei den Reiterspielen 1956 in Stockholm startete er in der Vielseitigkeit. In der Einzelwertung belegte er den 25. Platz. Mit der Mannschaft konnte Frankreich den Wettbewerb nicht beenden, da ein Teammitglied, Guy Lefrant, nicht rechtzeitig zum Start erschien. In Stockholm trat Saint-Fort Paillard mit dem Pferd Farceur an.
Sein Vater Léon Saint-Fort Paillard hatte 1924 an den Olympischen Spielen in Paris im Dressurreiten teilgenommen.